# Hibiscus acapulcensis
Hibiscus acapulcensis är en malvaväxtart som beskrevs av Paul Arnold Fryxell.
Hibiscus acapulcensis ingår i Hibiskussläktet som ingår i familjen malvaväxter. Inga underarter finns listade i Catalogue of Life.